# جوردن براون (لاعب كرة قدم بريطاني)
جوردن براون (بالإنجليزية: Jordan Brown)‏ (11 أكتوبر 1991 في المملكة المتحدة - ) هو لاعب كرة قدم بريطاني في مركز الدفاع. لعب مع بوريهام وود إف سي ونادي بارنت ونادي كرو ألكساندرا ووست هام يونايتد وبيشوب ستورتفورد ونادي ألدرشوت تاون ودولويتش هاملت ونادي وايتهوك.

## وصلات خارجية
- جوردن براون على موقع قاعدة بيانات كرة القدم.إي يو (الإنجليزية)
- جوردن براون على موقع Soccerbase.com (لاعب) (الإنجليزية)
- جوردن براون على موقع Soccerway.com (الإنجليزية)